# Proyección de Haworth
La proyección de Haworth es una forma común de representar la fórmula estructural cíclica de los monosacáridos con una perspectiva tridimensional simple.

Estructura química de la α-D-glucosa.

Recibe su nombre del químico inglés sir Walter Norman Haworth.
La proyección de Haworth tiene las siguientes características:
- El carbono es el átomo implícito. En el ejemplo de la derecha, los átomos numerados del 1 al 6 son todos carbonos. El carbono 1 es conocido como carbono anomérico.
- Los átomos de hidrógeno en los carbonos son también implícitos. En el ejemplo, los carbonos 1 a 6 tienen átomos de hidrógeno no representados.
- Las líneas más gruesas indican los átomos más cercanos al observador, en este caso los átomos 2 y 3 (incluyendo sus correspondientes grupos -OH). Los átomos 1 y 4 estarían algo más distantes, y los restantes 5 y 6 serían los más alejados del observador.